# Uliczni wojownicy
Uliczni wojownicy – album muzyczny zawierający utwory różnych polskich wykonawców, wydany przez Hardcore Tattoo Records. Jest to tribute album dla formacji The Analogs, stąd w różnych opracowaniach i na okładce albumu pojawia się także dodatkowy podtytuł „Tribute to The Analogs”. Zawiera wybrane utwory zespołu The Analogs wykonane przez różnych wykonawców. Pod względem prezentowanej twórczości są to utwory z różnych nurtów muzycznych, z dominacją gatunku punk rock, w tym w szczególności street punk/oi! oraz hardcore punk. Został wydany w 2023 r.

## Historia, album i muzyka
Album „Uliczni wojownicy” wydany został w 2023 r. przez wytwórnię Hardcore Tattoo Records, działającej przy współpracy z Oldschool Records. Jest to album, któremu nadano także podtytuł „Tribute to The Analogs”, gdyż jest to album kompilacyjny, typu tribute album, wydany w hołdzie dla formacji The Analogs. Zespół ten jest jedną z czołowych, istotnych i bardziej znanych, polskich kapel sceny street punk/oi! występująca na scenie od 1995 r.. Premiera albumu miała miejsce 24.03.2023 r.. Zawiera 19 utworów muzycznych. Czas trwania albumu wynosi 57 minut i 45 sekund. Zamieszczony został na jednej płycie kompaktowej. W ramach wytwórni otrzymał identyfikator HCTR016. Następnie we wrześniu 2023 r. album ukazał się w wydaniu na płycie winylowej, długogrającej, przy czym w tym wydaniu nie zamieszczono wszystkich utworów znajdujących się na wcześniej wydanej płycie kompaktowej lecz jedynie 14 wybranych nagrań.
Zamieszczony w albumie materiał to nagrania utworów The Analogs z różnych okresów działalności zespołu. Ich covery wykonane zostały przez zespoły należące do czołówki polskiej sceny punk oraz zespoły zagraniczne. Prezentowana muzyka należy do takich gatunków muzycznych jak punk rock, w tym w szczególności street punk/oi! oraz hardcore punk.

## Tytuł
Albumowi nadano tytuł „Uliczni wojownicy”, ale na okładce płyty widnieje także podtytuł „Tribute to The Analogs”, gdyż jest to album wydany w hołdzie dla formacji The Analogs. Należy przy tym wspomnieć, że zespół nagrał utwór zatytułowany „Uliczni wojownicy”, który zamieszczony został w albumie „Poza Prawem” wydanym w 2006 r.. Pomimo tego zbiegu nazw w albumie „Uliczni wojownicy” nie ma tego utworu.

## Wykonawcy
W albumie wydanym na płycie kompaktowej zamieszczono utwory wykonywane przez następujących wykonawców: Aggressive, Anti Dread, Booze & Glory, Bulbulators, Karramba, Lazy Class, Little Boy, Mister X, Misza, No Restraints, Not For You, Pils, Pleasure Trap, Royal Kids Of The 1977, The Prowlers, Wonderful Life, Zbeer, Zimna Wojna. Każdy z nich wykonał po jednym utworze z wyjątkiem grupy Mister X, której dwa wykonania utworów zamieszczono w albumie. Z kolei na płycie winylowej zawarto nagrania następujących zespołów: Aggressive, Booze & Glory, Bulbulators, Karramba, Lazy Class, Little Boy, No Restraints, Pils, Pleasure Trap, Royal Kids Of The 1977, The Prowlers, Wonderful Life, Zbeer, Zimna Wojna, po jednym każdego z nich. Należy zaznaczyć, że wymienieni wykonawcy to przeważnie twórcy zaprzyjaźnieni z zespołem The Analogs.

## Utwory
| lp | wykonawca              | tytuł                                | czas  | LP  |
| -- | ---------------------- | ------------------------------------ | ----- | --- |
| 1  | Booze & Glory          | Latarnia                             | 04:18 | A1  |
| 2  | Little Boy             | Poza prawem                          | 02:49 | B1  |
| 3  | Aggressive             | Pieśń aniołów                        | 02:50 | A3  |
| 4  | Zimna Wojna            | Era techno                           | 04:03 | B2  |
| 5  | Karramba               | Błędy                                | 02:30 | A4  |
| 6  | Zbeer                  | Nasze ciała                          | 02:20 | A2  |
| 7  | Mister X               | Nie chcę twojej pomocy               | 02:43 | Nie |
| 8  | Lazy Class             | Sny o potędze                        | 03:35 | B3  |
| 9  | Wonderful Life         | Blask szminki                        | 02:31 | A7  |
| 10 | No Restraints          | Zjednoczeni                          | 02:28 | B4  |
| 11 | Bulbulators            | Idole                                | 03:18 | B5  |
| 12 | The Prowlers           | Dzieciaki atakujące policję          | 02:54 | A6  |
| 13 | Not For You            | W objęciach diabła                   | 02:41 | Nie |
| 14 | Pleasure Trap          | Hlskover rock                        | 03:56 | B6  |
| 15 | Royal Kids Of The 1977 | Analogs rules                        | 01:46 | B7  |
| 16 | Pils                   | Nie chcą zamieszek                   | 02:51 | A5  |
| 17 | Anti Dread             | Oi! Młodzież                         | 03:47 | Nie |
| 18 | Mister X               | Nie chcę twojej pomocy (wersja nr 2) | 02:42 | Nie |
| 19 | Misza                  | Minął już nasz czas                  | 03:43 | Nie |